# Otto Heinrich Vitzthum von Eckstädt
Otto Heinrich Graf Vitzthum von Eckstädt, nach familieninterner Zählung Otto II. Heinrich Graf Vitzthum von Eckstädt, (* 6. Oktober 1829 in Dresden; † 29. Januar 1917 ebenda) war ein königlich-sächsischer Wirklicher Geheimer Rat, Hauptmann und Ehrenbürger der Stadt Dresden.

## Leben
Er stammte aus dem thüringischen Adelsgeschlechts Vitzthum von Eckstädt und war der Sohn von Carl Alexander Nikolaus Graf Vitzthum von Eckstädt (1767–1834) und dessen zweiter Ehefrau Elisabeth geborene Freiin von Friesen (1793–1878). Wie viele seiner Familienmitglieder schlug er nach einem kurzen Militärdienst mit der ehrenvollen Entlassung im Dienstrang eines Hauptmanns eine Verwaltungslaufbahn im Dienst der Wettiner ein und stieg bis zum Wirklichen Geheimen Rat auf.
Er war Vorsitzender des Direktoriums des Sächsischen Kunstvereins und war u. a. für die vom Kunstverein auf der Brühlschen Terrasse organisierten Kunstausstellungen zuständig.

## Familie
Er heiratete 1891 die verwitwete Gräfin seines Vetters Albert Friedrich Graf Vitzthum von Eckstädt (1797–1860), Johanna Amalie Therese Antonie geborene von Miltitz (1824–1876). Aus der Ehe ging der Sohn Christoph Johann Friedrich Vitzthum von Eckstädt (1863–1944) hervor, der Minister des Innern und für Auswärtige Angelegenheiten Sachsens wurde.

## Ehrungen
- 6. Oktober 1909 Ehrenbürger der Stadt Dresden[1]
- Dr. theol. h. c.